# (7284) 1989 VW
(7284) 1989 VW là một tiểu hành tinh nằm ở rìa ngoài của vành đai chính. Nó được phát hiện bởi Yoshiaki Oshima ở Gekko Observatory ở Shizuoka Prefecture of Nhật Bản, ngày 4 tháng 11 năm 1989.